# Álvar Gimeno

a Compétitions nationales et continentales officielles uniquement.

b Matchs officiels uniquement.
Dernière mise à jour le 18 Mars 2025.
Álvar Gimeno Soria, né le 15 décembre 1997, est un joueur espagnol de rugby à XV qui évolue au poste de centre et de demi d'ouverture.

## Biographie
Álvar Gimeno commence le rugby à Valence, au sein du CAU Rugby Valencia (en). À l'âge de 12 ans, il décide de partir passer un été en Nouvelle-Zélande, au sein du club de Burnside RFC. De retour en Espagne, il finira ses classes à Valence avant d'intégrer dès ses 17 ans l'équipe première du Complutense Cisneros. Ses bonnes prestations lui ont permis d'intégrer le Valladolid RAC, l'une des meilleures équipes d'Espagne. Il a ainsi remporté la Coupe d'Espagne de rugby à XV en 2018, ainsi que deux titres nationaux. Ayant des contacts pour retourner en Nouvelle-Zélande, il choisit finalement d'aller en France, à l'AS Béziers Hérault. 
Pendant deux saisons, il est régulièrement utilisé au centre avec Béziers. Il dispute 25 rencontres, dont 22 en tant que titulaire. Mais après ces deux saisons, il quitte le club. Courtisé par plusieurs équipes espagnoles, il choisit de réintégrer son ancien club, le Valladolid RAC. Il est aussi intégré aux Castilla y León Iberians qui disputent la Rugby Europe Super Cup.
Au terme de la saison, et d'un match de gala face aux Classic All Blacks (en) à l'Estadio Metropolitano, il met un terme à sa carrière professionnelle. Il décide alors d'émigrer en Nouvelle-Zélande. Après un été passé à entretenir sa forme au sein de son club formateur, le CAU Valencia, il obtient finalement son visa en octobre 2022. Il rejoint Christchurch et joue pour le Belfast RFC.
En 2023 il rentre en Espagne et joue sous les couleurs du Real Ciencias.

## Carrière

### En sélection
Il débute en sélection nationale en 2016, lors d'un test-match face aux Tonga.

## Palmarès
- Coupe d'Espagne de rugby à XV 2018
- Championnat d'Espagne de rugby à XV 2017-2018
- Championnat d'Espagne de rugby à XV 2018-2019

## Statistiques

### En club
| 2016-2017 | Complutense Cisneros | 11 | 21  |
| 2017-2018 | Valladolid RAC       | 21 | 45  |
| 2018-2019 | Valladolid RAC       | 18 | 35  |
| 2019-2020 | AS Béziers           | 10 | 0   |
| 2020-2021 | AS Béziers           | 15 | 10  |
| 2016-2021 | Total                | 75 | 111 |

### En sélection
| Année | Compétition       | Matchs | Points | Essais | Transf. | Drops | Pénal. |
| ----- | ----------------- | ------ | ------ | ------ | ------- | ----- | ------ |
| 2016  | Tests matchs      | 2      | -      | -      | -       | -     | -      |
| 2017  | REC               | 3      | -      | -      | -       | -     | -      |
| 2017  | Coupe des Nations | 2      | -      | -      | -       | -     | -      |
| 2017  | Test              | 1      | 5      | 1      | -       | -     | -      |
| 2018  | Tests matchs      | 2      | -      | -      | -       | -     | -      |
| 2019  | REC               | 4      | 10     | 2      | -       | -     | -      |
| 2019  | Tests matchs      | 4      | -      | -      | -       | -     | -      |
| 2020  | REC               | 1      | -      | -      | -       | -     | -      |
| 2021  | REC 2020          | 1      | -      | -      | -       | -     | -      |
| 2021  | REC 2021          | 5      | 10     | 2      | -       | -     | -      |
| 2021  | Tests matchs      | 1      | -      | -      | -       | -     | -      |
| 2022  | REC 2022          | 5      | 15     | 3      | -       | -     | -      |
| 2022  | Tests matchs      | 1      | -      | -      | -       | -     | -      |
| 2023  | Tests matchs      | 2      | 5      | 1      | -       | -     | -      |
| 2024  | REC 2024          | 5      | 5      | 1      | -       | -     | -      |
| 2024  | Tests matchs      | 3      | 5      | 1      | -       | -     | -      |
| 2025  | REC 2025          | 4      | -      | -      | -       | -     | -      |
| 2025  | Tests matchs      | -      | -      | -      | -       | -     | -      |
| Total | Total             | 46     | 55     | 11     | -       | -     | -      |

| Essai | Adversaire | Lieu                                       | Compétition | Date             | Résultat | Score |
| ----- | ---------- | ------------------------------------------ | ----------- | ---------------- | -------- | ----- |
| 1     | Brésil     | Campo de rugby El Pantano, La Vila Joiosa  | Test match  | 25 novembre 2017 | Victoire | 67-28 |
| 1     | Roumanie   | Stade national complutense, Madrid         | REC         | 3 mars 2019      | Victoire | 21-18 |
| 1     | Belgique   | Stade national complutense, Madrid         | REC         | 10 mars 2019     | Victoire | 47-9  |
| 1     | Russie     | Stade national complutense, Madrid         | REC         | 14 novembre 2021 | Victoire | 49-12 |
| 1     | Pays-Bas   | NRCA Stadium, Amsterdam                    | REC         | 18 décembre 2021 | Victoire | 7-52  |
| 1     | Pays-Bas   | Stade national complutense, Madrid         | REC         | 5 février 2022   | Victoire | 43-0  |
| 1     | Russie     | Stade central Slava-Metreveli (en), Sotchi | REC         | 12 février 2022  | Victoire | 37-41 |
| 1     | Roumanie   | Stade national complutense, Madrid         | REC         | 27 février 2022  | Victoire | 38-21 |
| 1     | Canada     | Campo de rugby El Pantano, La Vila Joiosa  | Test match  | 11 novembre 2023 | Victoire | 42-20 |
| 1     | Roumanie   | Stade Jean-Bouin, Paris                    | REC         | 17 mars 2024     | Victoire | 33-40 |
| 1     | Tonga      | Teufaiva Sport Stadium, Nukuʻalofa         | Test match  | 19 juillet 2024  | Victoire | 20-29 |